# 忽那賢志
忽那 賢志（くつな さとし、1978年12月7日 - ）は、日本の医師・医学者。大阪大学大学院医学系研究科感染制御学第3代教授、大阪大学医学部附属病院感染制御部部長（併任）。学位は、博士（医学）（山口大学・2010年）。東京大学医学部非常勤講師なども務める。

## 人物
専門は感染症学で、新興感染症、再興感染症、輸入感染症などの治療・研究に尽力している。
10歳のとき実父が白血病で他界。多くの人を病から救いたいと医師を志し、山口大学医学部医学科へ進学した。卒業後の初期研修の際、感染症の研究治療に出会い、自ら進む道と決意して現在に至る。
2020年初頭頃からの新型コロナウイルス感染症の世界的流行の際には、それまでの知識・経験を活かして連日マスメディアなどに出演。X（旧Twitter）のフォロワー数は約23万人（2024年3月現在）で、日本で著名な医師のひとりである。

## 経歴
1997年、福岡県立小倉高等学校卒業。山口大学医学部医学科入学。
2004年、同大卒業後、 国立病院機構関門医療センターの初期研修医となる。2006年、山口大学医学部附属病院 先進救急医療センターに勤務。2008年、奈良県立医科大学附属病院感染症センター医員に着任。2010年、市立奈良病院感染症科医長に着任。
2012年、臨床感染症学で名高い大曲貴夫が在籍する国立国際医療研究センター 国際感染症センターのフェローに着任。2013年、同センター国際感染症センター医員。2015年、同センター国際診療部副部長となり、2017年、同センター 内科プログラム責任者を併任。2018年、同センター 国際感染症センター国際感染症対策室医長に昇進した。
2021年7月1日、大阪大学医学部附属病院感染制御部部長、大阪大学大学院医学系研究科感染制御学第3代教授（併任）に着任した。

## 著書

### 単著
- 『症例から学ぶ 輸入感染症 A to Z』中外医学社、2015年。ISBN 978-4498021228。
- 『専門医が教える 新型コロナ・感染症の本当の話』幻冬舎、2021年。ISBN 978-4344986138。
- 『感染症道場破り シーズン1』中外医学社、2025年5月 - 感染症専門誌『J-IDEO』での連載をもとにした単行本。

### 共編著
- 『レジデントノート 2015年1月号 インフルエンザ診療のスタンダード! 〜流行前に見直そう! 予防・診断・治療の大原則』編著、羊土社、2014年12月
- 『みるトレ 感染症』共著、医学書院、2015年4月、isbn=978-4260021333
- 『Fever 発熱について我々が語るべき幾つかの事柄』共著、金原出版、2015年5月、isbn=978-4307101707
- 『実験医学増刊 Vol.33 No.17 感染症 いま何が起きているのか 基礎研究、臨床から国際支援まで〜新型インフルエンザ、MERS、エボラ出血熱…エキスパートが語る感染症の最前線』共編著、羊土社、2015年10月
- 『感染症診療とダニワールド［Enfectionシリーズ］』共著、シーニュ、2016年10月
- 『レジデントノート 2016年12月号 その抗菌薬、本当に必要ですか?〜Choosing Wiselyで考える、抗菌薬の正しい選び方・使い方』編著、羊土社、2016年11月
- 『私たちの、抗菌薬適正使用プログラム［Enfectionシリーズ］』共編著、シーニュ、2017年3月
- 『魁!! 診断塾: 東京GIMカンファレンス激闘編』共著、医学書院、2017年9月
- 『病歴と診察で診断する感染症: System1とSystem2』共著、医学書院、2018年4月
- 『レジデント2018年8月 特集 Choosing Wiselyで考える感染症診療~検査編~』編著、医学出版、2018年8月
- 『治療 2020年11月号 特集 コロナにまつわるエトセトラ』編集幹事、南山堂、2020年11月

### 監修
- 『抗菌薬が効かなくなる ―AMR(薬剤耐性)との闘いに人類は勝てるのか?』監修、丸善出版、2018年4月
- 『マンガでわかる感染症のしくみ事典』監修、ナツメ社、2021年、isbn=978-4816369872

### 寄稿
- 『病院内/免疫不全関連感染症診療の考え方と進め方 (IDATEN感染症セミナー)』(分担執筆「26. 病院内感染症で重要な耐性菌」）、医学書院、2011年3月
- 『感染症診療Pro&Con』（分担執筆「グラム染色は有用(Pro)」、南江堂、2011年9月
- 『JIM 2014年8月号 特集 感染症を病歴と診察だけで診断する!』医学書院、2014年7月
- 『グローバル感染症マニュアル』南江堂、2015年4月
- 『治療 2015年11月号』南山堂、2015年10月
- 『総合診療 2015年10月号 特集 感染症を病歴と診察だけで診断する! Part 2』医学書院、2015年10月

## 連載
- 「忽那賢志の記事一覧」 - Yahoo!ニュース
- 「忽那賢志のコロナ戦記」 - m3.com
- 「日本全国感染症ケースカンファレンス道場破り」 - J-IDEO

## 論文
- CiNii 忽那賢志
- 忽那賢志 - researchmap

## 所属学会
- 日本感染症学会

## メディア出演

### テレビ
- 総合診療医ドクターG（NHK総合、2014年4月11日放送、2015年10月27日放送、2016年5月18日放送、2017年4月19日放送）
- ニュースウオッチ9（NHK総合、2014年8月12日放送）
- ワイドナショー（フジテレビ、2014年9月7日放送）
- ためしてガッテン（NHK総合、2014年10月8日放送）
- 情熱大陸（毎日放送、2015年4月5日放送、2020年10月11日放送）
- 視点・論点（NHK総合、2015年2月11日放送）
- NHKスペシャル（NHK総合、2020年4月25日放送）

### ラジオ
- アース製薬100周年記念「忽那賢志のRhythm Medication」（ミュージックバード、2025年4月5日 - ）